# 埃托雷·雷瑙迪
埃托雷·雷瑙迪（義大利語：Ettore Reynaudi，1895年11月4日—1968年6月17日），意大利男子足球运动员，司职中场。他曾代表意大利国奥队参加1920年夏季奥林匹克运动会足球比赛，获得第四名。